# Оклопна кола Лафли
Оклопна кола Лафли (фр. Automitrailleuse de Découverte Laffly) био је француски оклопни аутомобил из Другог светског рата.

## Историја
Француски план наоружања из 1931. предвиђао је 3 врсте возила за коњицу:
- Automitrailleuse de Découverte (АМД) морало је бити брзо возило великог домета за даља извиђања, у пракси оклопни аутомобил.
- Automitrailleuse de Reconnaissance (АМР) требало је да буде лако возило са два члана посаде за блиско извиђање.
- Automitrailleuse de Combat (АМЦ) било је борбено возило коњице, у пракси тенк.[2]

### Карактеристике
Лафли 50 била су стара оклопна кола Вајт из 1917. постављена на нову шасију 4x4 аутомобила Лафли са мотором од 50 КС. Била су наоружана топом СА18 од 37 mm и митраљезом од 7,5 mm (постављеним под углом од 160 степени у односу на топ) у куполи. Лафли 80 имао је мотор од 80 КС и сличан, али нов оклопни труп фабрике Винценес. Распоред наоружања био је сличан, али је носио тешки митраљез Хочкис од 13,2 mm и лаки митраљез ФМ 24/29. Оба возила имала су 4 члана посаде: возач, задњи возач за вожњу уназад, и командир/нишанџија и пунилац у куполи. Једина слабост примећена код Лафлија 80 било је прегревање при дужој вожњи уназад. Већина возила служила је у Северној Африци, у полицијским снагама.